# Moca-Croce
Moca-Croce (en cors Macà è Croci) és un municipi francès, situat a la regió de Còrsega, al departament de Còrsega del Sud. L'any 1999 tenia 221 habitants.

## Demografia
| 1962 | 1968 | 1975 | 1982 | 1990 | 1999 |
| ---- | ---- | ---- | ---- | ---- | ---- |
| 212  | 254  | 247  | 211  | 207  | 221  |

## Administració
| Període | Identitat         | Partit | Qualitat |
| ------- | ----------------- | ------ | -------- |
| 2001-   | Paul-Marie Ettori |        |          |